# Отряды особой важности
Отряды особой важности (партизанские отряды) — кавалерийские группы особого назначения, создававшиеся для выполнения разведывательно-диверсионных задач при штабах и соединениях Русской императорской армии в период Первой мировой войны. 
Опыт отрядов особой важности использовался кавалерийскими частями Белого движения в годы гражданской войны.

## Формирование
Первые диверсионные отряды на Восточном фронте Первой мировой появились весной 1915 года. К примеру, 3 мая была сформирована Маньчжурская партизанская конная сотня в составе трёх офицеров и 160 нижних чинов. По состоянию на август на Юго-Западным фронтом действовали уже 12 партизанских отрядов. Один из них состоял из бойцов кавказской «Дикой дивизии» и находился в Полесье, но его расформировали «ввиду плохого знания чинами местного языка».
25 августа 1915 года командующий Юго-Западным фронтам генерал Н. Иванов приказал командирам 8-й, 9-й и 11-й армий развернуть активную партизанскую войну в районе Полесья. Партизанские отряды должны были задержать продвижение неприятеля к Днепру, действуя в тылах противника. Накануне, как утверждал генерал В. Клембовский, некий А. Кучинский подал руководству рапорт о формировании конных групп специального назначения.
В сентябре 1915 года подобные части были созданы в 3-й и 4-й армиях Западного фронта. Численность отрядов была невелика — в каждом 3–4 офицера и 70–120 рядовых. Одновременно начали формироваться партизанские отряды и на Северном фронте.
1 сентября был сформирован отряд особой важности из казаков Оренбургской дивизии. В него вошли 120 нижних чинов и четыре офицера. В составе 11-й кавалерийской дивизии образован летучий отряд. Личный состав — 32 казака 12-го, 37-го и 42-го Донских казачьих полков, добровольцы Крымского конного полка. 9-я кавалерийская дивизия сформировало отряд из бойцов 9-го драгунского Казанского, 9-го гусарского Киевского, 9-го уланского Бугского и 1-го Уральского казачьего полков. Аналогичное формирование, составленное из полковых конных разведчиков, было создано и при 12-й кавалерийской дивизии.
Отряды особой важности на Юго-Западном фронте создавались более организованно, чем на других фронтах. Штаб 8-й армии даже разработал «Общие указания для действий партизанских отрядов», в которых планировались действия отрядов в районе Ковель – Ровно. Всего на Юго-Западном фронте было организовано 11 отрядов различной численности. К зиме 1915/16 года каждой кавалерийской и казачьей дивизией Западного и Юго-Западного фронтов было сформировано 50 отрядов численностью от 60 до 200 сабель, которые должны были оперировать во вражеском тылу в полосе этих фронтов.

## Деятельность
В отличие от более известных партизан времён Великой Отечественной войны, бойцы отрядов особой важности носили не разномастную, зачастую штатскую одежду без знаков различия, а военную форму кавалерийских полков. В качестве вооружения использовались германские винтовки «Mauser 98» или австро-венгерские «Mannlicher M1895», так как во вражеском тылу боеприпасы к трофейному оружию доставать было легче. В задачу формирований входили ведение разведки в тылу противника, налёты на немецкие гарнизоны, уничтожение баз, складов и обозов, захват пленных.
Часто они маялись без специальной работы и занимались корпусной разведкой — прочёсывали местность, корректировали штабные карты, следили за противником, иногда устраивали вылазки за «языками». Весной и летом 1917 года некоторым пришлось выполнять карательные функции — подавлять взбунтовавшиеся пехотные полки.
Среди наиболее крупных операций выделяют:
- В ночь с 20 на 21 октября 1915 года группа в 250[7]—500[5] бойцов Оренбургской казачьей, 9-й и 11-й кавалерийских дивизий атаковала войска противника у н. п. Кухотская Воля Пинское уезда Минской губернии (сейчас Украина). По непроверенным данным разведки, в деревне находились два эскадрона драгун, три взвода егерей, рабочая рота, сапёры и артиллеристы. Подобравшись к деревне с помощью местных крестьян-проводников, партизаны преодолели проволочные заграждения, без единого выстрела сняли часовых и ворвались в деревню. Началась рукопашная. По данным царских войск, немцы потеряли до 400 человек, в плен были захвачены пятеро. Со стороны российских войск потери составили один убитым и 30 ранеными, двое пропали без вести[7][3].
- В ночь на 14 ноября того же года восемь объединённых партизанских групп установили контроль над деревней Невель (ныне Белоруссия). Заявлено, что во время этого налёта был захвачен в плен германский генерал, погибло 20 офицеров и 600 солдат противника. Трофеями партизан стали две пушки[5]. Российская сторона потеряла пятерых убитыми, двое пропали без вести[7].
- 21 июня 1916 года бойцы атамана Бориса Анненкова совершили нападение на немецких пехотинцев под Барановичами, захватив большую добычу[8].

## Свёртывание
Отряды особой важности не справлялись с поставленными задачами. За исключением операций в Кухотской Воле и Невеле, не удалось провести грандиозных набегов и рейдов. Однако даже успешные миссии никак не повлияли на ход отдельных операций и войны в целом, оказав лишь положительное воздействие на моральное состояние войск. Трудности возникали уже при пересечении фронта. В большинстве случаев из-за сильно укреплённой линии обороны бойцы просто не могли проникнуть хотя бы на несколько километров в немецкий тыл.
Верховное командование вскоре разочаровалось в малой войне, так как ни один из отрядов не смог выполнить своей главной цели — прорваться в тыл противника и нанести его коммуникациям и живой силе серьёзный урон. Согласно данным штаба Походного Атамана с октября 1915 по май 1916 из всех соединений боеспособными были только 30%. Вместе с тем, по утверждению генерала А. Брусилова, партизаны бесчинствовали, творя «безобразия». Имели место случаи мародёрства. В связи с этим в апреле 1916 года по ходатайству Походного Атамана начался перевод партизанских отрядов в подчинение генерал-квартирмейстерским частям тех армий, на территории которых они базировались. Их подчинили армейскому и корпусному командованию для того, чтобы строже следить за работой партизан и координировать их действия. Проведены сокращения отрядов, за исключением тех, в которых было от 250 до 350 человек, а также частей смешанного характера и более сложной организации.
В это время назрела другая проблема: количество «окон» на линии фронта, через которые можно было проходить, стало меньше. Удалось организовать лишь несколько удачных вылазок. В мае 1917 года, уже при Временном правительстве, прошли очередные сокращения отрядов особой важности. Однако большинство конных спецгрупп, избежавших весенних сокращений, прекратили существование уже в сентябре–октябре.